# Большие Буртасы
Большие Буртасы (тат. Олы Бортас) — село в Камско-Устьинском районе Республики Татарстан, административный центр Большебуртасского сельского поселения.

## Этимология
Топоним произошёл от татарского слова «олы» (большой) и булгарского этнонима «бортас» (буртасы).

## География
Село находится в Предволжье на реке Сарауль, в 33 км к северо-западу от районного центра — посёлка городского типа Камское Устье. 
Высота над уровнем моря — 89 м.

### Климат
Климат в селе умеренно-континентальный, Dfb по классификации Кёппена. Средняя температура воздуха — 4,9 °C, среднегодовое количество осадков — 631 мм.

## История
Основание села относят к периоду Казанского ханства. По другой версии, основано в XVII веке в результате переселения татарского населения из деревень, располагавшихся на берегу реки Волги вблизи сёл Буртасы, Красновидово.
В сословном плане, в XVIII веке и вплоть до 1860-х годов, жителей села причисляли к государственным крестьянам. Основными занятиями жителей села являлись земледелие (в начале XX столетия земельный надел сельской общины составлял 917,2 десятины), скотоводство, торговля.
В «Списке населенных мест по сведениям 1859 года», изданном в 1866 году, населённый пункт упомянут как казённая деревня Большие Буртасы 1-го стана Тетюшского уезда Казанской губернии. Располагалась при речке Улеме, по правую сторону Казанского торгового тракта, в 41 версте от уездного города Тетюши и в 20 верстах от становой квартиры в казённом селе Новотроицкое (Сюкеево). В деревне в 63 дворах жили 375 человек (180 мужчин и 195 женщин). Была мечеть.
По сведениям из первоисточников, в начале XX столетия в селе действовали мечеть (закрыта в середине 1930-х гг.), мектеб (предположительно, с 1806 г.), ветряная мельница, 3 мелочные лавки.
До 1920 года село входило в Больше-Кляринскую волость Тетюшского уезда Казанской губернии. С 1920 года в составе Тетюшского, с 1927 года — Буинского кантонов ТАССР. С 10 августа 1930 года в Камско-Устьинском, с 1 февраля 1963 года в Тетюшском, с 12 января 1965 года в Камско-Устьинском районах.
С 1930 года в селе действовали  колхозы. В 1994—2003 годах коллективное предприятие «Искра», в 2003—2007 годах сельскохозяйственный производственный кооператив «Искра».

## Население
| 1782 | 1859 | 1884 | 1897 | 1908 | 1920 | 1926 | 1938 | 1949 | 1958 | 1970 | 1979 | 1989 | 2002 | 2010 | 2017 |
| ---- | ---- | ---- | ---- | ---- | ---- | ---- | ---- | ---- | ---- | ---- | ---- | ---- | ---- | ---- | ---- |
| 106  | 375  | 485  | 630  | 733  | 660  | 380  | 326  | 252  | 166  | 87   | 74   | 68   | 72   | 52   | 48   |

Национальный состав
Согласно результатам переписи 2002 года, в национальной структуре населения села татары составляли 95% из 72 человек.

## Экономика
Жители занимаются в основном сельским хозяйством в отделении «Буртасы» общества с ограниченной ответственностью «Агрофирма «Буртасы».

## Инфраструктура
В селе действуют дом культуры (с 1930-х гг. как клуб), фельдшерско-акушерский пункт, почтовое отделение № 422833. В селе 2 улицы. Через село проходит автобусный маршрут «Камское Устье — Караталга».